# Oncogene (журнал)
Oncogene — рецензируемый научный журнал публикуемый компанией Nature Portfolio. Фокусируется на генетике раковых клеток и на структуре и функциях онкогенов. Редакторский офис расположен в Лондоне в рамках компании Springer Nature. Журнал был основан в 1987 году. В 2012 году появился онлайновый компаньон с открытым доступом — журнал Oncogenesis. Компаньон был основан Дугласом Грином являвшимся в то время главным редактором бумажного журнала Oncogene.
В 2023 году Oncogene имел импакт-фактор 6.9 и, по оценке Journal Citation Reports, получил 38-е место из 245 журналов в категории Oncology, 16-е из 175 в категории Genetics & Heredity, 41-е из 194 в категории Cell Biology, и  40-е из 296 в категории Biochemistry & Molecular Biology.
В настоящее время главными редакторами являются Джордж Миллер и Джастин Стеббинг.

## Реферирование и индексирование
Журнал реферируется и индексируется в:
- EBSCO Discovery Service
- Summon by ProQuest[англ.]
- BIOSIS[англ.]
- Current Contents/Life Sciences
- Science Citation Index Expanded
- Scopus
- EBSCO Academic Search[англ.]
- EBSCO Advanced Placement Source
- EBSCO Agriculture Plus
- EBSCO Biomedical Reference Collection
- EBSCO Science & Technology Collection
- EBSCO STM Source
- EBSCO TOC Premier
- INIS Atomindex[англ.]